# Лок-Гейвен (Пенсільванія)
Лок-Гейвен (англ. Lock Haven) — місто (англ. city) в США, в окрузі Клінтон штату Пенсільванія. Населення — 8108 осіб (2020).

## Географія
Лок-Гейвен розташований за координатами 41°8′13″ пн. ш. 77°27′8″ зх. д. / 41.13694° пн. ш. 77.45222° зх. д. (41.136807, -77.452337). За даними Бюро перепису населення США в 2010 році місто мало площу 6,91 км², з яких 6,47 км² — суходіл та 0,44 км² — водойми.

### Клімат
| Клімат : Лок-Гейвен                       | Клімат : Лок-Гейвен | Клімат : Лок-Гейвен | Клімат : Лок-Гейвен | Клімат : Лок-Гейвен | Клімат : Лок-Гейвен | Клімат : Лок-Гейвен | Клімат : Лок-Гейвен | Клімат : Лок-Гейвен | Клімат : Лок-Гейвен | Клімат : Лок-Гейвен | Клімат : Лок-Гейвен | Клімат : Лок-Гейвен | Клімат : Лок-Гейвен |
| Показник                                  | Січ.                | Лют.                | Бер.                | Квіт.               | Трав.               | Черв.               | Лип.                | Серп.               | Вер.                | Жовт.               | Лист.               | Груд.               | Рік                 |
| Абсолютний максимум, °C                   | 21,7                | 23,9                | 30,0                | 36,1                | 38,9                | 40,0                | 40,6                | 41,1                | 39,4                | 33,9                | 28,9                | 21,1                | 41,1                |
| Середній максимум, °C                     | 2,2                 | 3,3                 | 9,4                 | 17,2                | 23,9                | 27,8                | 30,0                | 28,9                | 25,0                | 18,3                | 10,6                | 3,9                 | 16,8                |
| Середній мінімум, °C                      | −7,2                | −6,7                | −2,8                | 2,8                 | 7,8                 | 12,8                | 15,0                | 14,4                | 10,6                | 4,4                 | 0,0                 | −5                  | 3,9                 |
| Абсолютний мінімум, °C                    | −30                 | −29,4               | −24,4               | −15                 | −3,9                | 1,1                 | −0,6                | 0,0                 | −6,7                | −7,8                | −15                 | −26,1               | −30                 |
| Норма опадів, мм                          | 61                  | 56                  | 86                  | 86                  | 99                  | 109                 | 94                  | 84                  | 76                  | 79                  | 79                  | 69                  | 978                 |
| ----------------------------------------- | ------------------- | ------------------- | ------------------- | ------------------- | ------------------- | ------------------- | ------------------- | ------------------- | ------------------- | ------------------- | ------------------- | ------------------- | ------------------- |
| Джерело: Pennsylvania State Climatologist |                     |                     |                     |                     |                     |                     |                     |                     |                     |                     |                     |                     |                     |

## Демографія
Згідно з переписом 2010 року, у місті мешкали 9772 особи в 3352 домогосподарствах у складі 1591 родини. Густота населення становила 1414 осіб/км². Було 3624 помешкання (524/км²).
Расовий склад населення:
| - 92,8 % — білих - 4,2 % — чорних або афроамериканців - 1,0 % — азіатів - 0,1 % — вихідців з тихоокеанських островів - 0,1 % — корінних американців |

До двох чи більше рас належало 1,3 %. Частка іспаномовних становила 1,9 % від усіх жителів.
За віковим діапазоном населення розподілялося таким чином: 15,7 % — особи молодші 18 років, 72,7 % — особи у віці 18—64 років, 11,6 % — особи у віці 65 років та старші. Медіана віку мешканця становила 22,7 року. На 100 осіб жіночої статі у місті припадало 85,6 чоловіків; на 100 жінок у віці від 18 років та старших — 83,1 чоловіків також старших 18 років.
Середній дохід на одне домашнє господарство становив 44 823 долари США (медіана — 27 129), а середній дохід на одну сім'ю — 62 987 доларів (медіана — 44 375). Медіана доходів становила 41 667 доларів для чоловіків та 27 140 доларів для жінок. За межею бідності перебувало 38,3 % осіб, у тому числі 53,3 % дітей у віці до 18 років та 12,1 % осіб у віці 65 років та старших.
Цивільне працевлаштоване населення становило 4070 осіб. Основні галузі зайнятості: освіта, охорона здоров'я та соціальна допомога — 22,6 %, мистецтво, розваги та відпочинок — 18,6 %, роздрібна торгівля — 15,3 %.